# Моисеев, Борис Александрович
Борис Александрович Моисеев (род. 31 марта 1942, Опарино) — российский политический деятель.
Депутат Ленсовета (1990—1993), депутат Государственной Думы II созыва. Заместитель председателя Комитета по регламенту и организации работы Госдумы.

## Биография
Родился 31 марта 1942 года. До 1959 г. проживал в городе Кингисеппе, его родители — коренные жители Кингисеппского района Ленинградской области.
В 1959—1964 гг. был студентом Ленинградского технологического института им. Ленсовета, г. Ленинград. Закончил обучение со степенью — кандидат химических наук. В 1994 г. закончил Санкт-Петербургский государственный университет, получил специальность юриста. В марте 1997 г. был принят в Международную коллегию адвокатов.
С 1994 года — член РПЦ — ЯБЛОКО. В 1995 году стал членом Политсовета РПЦ-ЯБЛОКО. В 1996—1997 гг. — председатель РПЦ-ЯБЛОКО. С 1995 г. по 2000 г. — член ЦС,
В 1995—1999 гг. депутат Государственной Думы второго созыва, заместитель председателя Комитета Госдумы по Регламенту и организации работы Государственной Думы.
По инициативе Б. А. Моисеева в Федеральный бюджет 1998 г. были заложены средства для строительства морского порта в г. Приморске.
Будучи депутатом Госдумы, активно занимался программой строительства жилья для офицеров, уволенных в запас. Один из элементов этой программы — посёлок «Офицерское село» в Ломоносовском районе Ленинградской области. Благодаря усилиям Б. А. Моисеева этот проект стал частью общероссийской программы.
19 декабря 1999 года принял участие в выборах губернатора Ленинградской области. Набрал 0,71 %.
C 2009 г. — председатель Контрольно-ревизионной комиссии партии «Яблоко».